# Представничко вијеће (Бахреин)
Представничко вијеће је један од два дома Народне скупштине Краљевине Бахреин, народног представништва и законодавног органа у Бахреину.
Вијеће је формирано према Уставу Краљевине Бахреин (2002). Састоји се из четрдесет чланова који се бирају на непосредним изборима. Четрдесет чланова Представничког вијећа и четрдесет чланова Савјетодавног вијећа чине Народну скупштину Краљевине Бахреин.